# Гибридный маркетинг
Гибридный маркетинг, гибридные продажи — это способ организации маркетинга и коммерческой деятельности компании, основанный на экспертном подходе к формированию предложения товара и включающий в себя наиболее эффективные приемы продаж как из области традиционного, так и из области цифрового маркетинга. Наиболее эффективны при коммерческих взаимоотношениях между организациями и конечными потребителями, то есть в сегменте B2C.

## Определение и описание
Гибридные продажи — это совмещение идеологии продукта и технологии продаж, когда при разработке продукта и его маркетинга используются наиболее успешные идеи, которые существуют в любой другой отрасли или у конкурентов и адаптируются в новый продукт. В сегменте B2C это продажа, при которой положительный результат решения выбора или покупки товара клиентом достигается за счет предоставления клиенту максимума полезной информации в доступной форме до момента обращения к продавцу.
Гибридные продажи могут строиться при помощи построения внутри компании такой маркетинговой структуры, которая работает параллельно продуктовой команде. Таким образом, продвижением продукта занимаются не только специалисты по продукту, но и, с определённой степенью независимости от них - специалисты по маркетингу как таковому. 

## Принципы гибридных продаж
Для гибридных продаж характерно использование любых экономических стратегий и идей, которые дают результат при минимальных вложениях. Такой подход позволил создать понятие «чистого продукта», который формируется на основе принципа распределения Парето. Чистый продукт включает в себя те условные 20% номенклатуры, которые необходимы и интересны условным 80% клиентов. При этом качество такого продукта должно быть выше уровня изделий конкурентов такого же ценового сегмента, а сам продукт должен быть всегда в наличии.
Основной упор при реализации изделия делается не на коммерческую активность компании, использующей такой способ организации производства и сбыта продукции, а на маркетинговую составляющую сбыта. В гибридных продажах товар или услуга — это продукт, которому не требуются активные продажи, поскольку продукт уже продан. Клиент должен полюбить и захотеть купить продут ещё до начала коммуникации с продавцом, продукт продает сам себя за счет того, что соответствует всем основным ожиданиям покупателя: имеет высокое качество, привлекательную цену и есть в наличии.
Привлекательность товара для покупателя в гибридных продажах достигается либо за счет экспертного подхода, либо за счет широких маркетинговых исследований, предваряющих запуск продукта на основе принципов гибридных продаж. В настоящий момент наиболее популярным является привлечение отраслевых экспертов для подготовки продукции, так как за счет их знаний и квалификации удается выделить наиболее эффективные пути стратегии производства и организации товаров и услуг, а также те 20% номенклатуры ассортимента, которые привлекут основную массу клиентов.